# Vesmír (Akta X)
Vesmír (v anglickém originále Space) je 9. epizoda 1. řady seriálu Akta X. Premiéru v USA měla premiéru 12. listopadu 1993.

## Děj
Epizoda se odehrává na Kenedyho vesmírném středisku. Agentům FBI se do ruky dostane znepokojivá zpráva, že někdo sabotuje let raketoplánu. Po seznámení s plukovníkem Beltem (bývalým astronautem, který měl při své misi strašný zážitek s mlhou) začíná vyšetřování. Porucha na raketoplánu ohrožuje život astronautů, a mezitím se na zemi snaží Fox Mulder přijít na to, co je ona záhadná mlha a kdo nebo co sabotuje raketoplány.